# 方丹圣马丹
方丹圣马丹（法語：Fontaines-Saint-Martin，法語發音：[fɔ̃tɛn sɛ̃ maʁtɛ̃] ⓘ）是法国里昂大都会的一个市镇，属于里昂区。

## 地名
“方丹”（Fontaines）意为“泉”。法语地名通名在“枫丹白露”（Fontainebleau）等少数拥有传统译名的地名中译作“枫丹”，不过在《世界地名翻译大辞典》、《世界地名译名词典》和《法国地图册》等主流地名译名类书籍资料中多译作“方丹”。法语人名在日常人名译名以及《世界人名翻譯大辭典》、《法语姓名译名手册》等主流人名译名类书籍资料中多译作“马丁”，不过在《世界地名翻译大辞典》、《世界地名译名词典》和《法国地图册》等主流地名译名类书籍资料中多译作“马丹”。

## 地理
方丹圣马丹（45°50'39"N, 4°51'11"E）面积2.74 平方千米，位于法国奥弗涅-罗讷-阿尔卑斯大区里昂大都会，后者为法国的一个特殊地位集体，自2015年脱离罗讷省成立，位于法国中东部，中心城市为里昂。
与方丹圣马丹接壤的市镇（或旧市镇、城区）包括：索恩河畔罗什塔耶、萨托奈村、卡尤叙方丹、索恩河畔弗勒里约、索恩河畔方丹。
方丹圣马丹的时区为UTC+01:00、UTC+02:00（夏令时）。

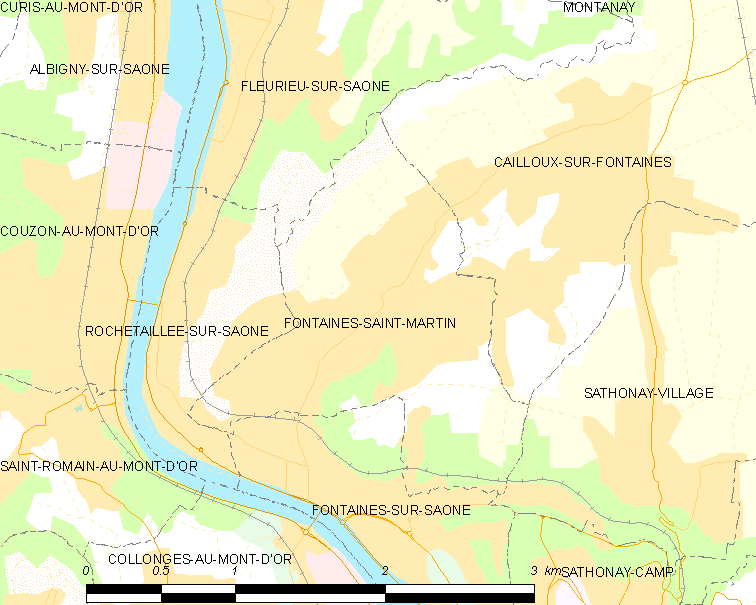
方丹圣马丹的OSM定位图

## 行政
方丹圣马丹的邮政编码为69270，INSEE市镇编码为69087。

## 政治
方丹圣马丹的现任市长为维尔日妮·普兰（Virginie Poulain）女士，任期为2020-2026年。

## 人口

1962-2008年间方丹圣马丹人口变化图示

方丹圣马丹于2022年1月1日时的人口数量为3070人。